# 异秦皮啶-7-葡萄糖苷
异秦皮啶-7-葡萄糖苷（全称异秦皮啶-7-O-β-D-葡萄糖苷）是一种有机化合物，分子式C17H20O10，属于异秦皮啶（一种香豆素类化合物）与葡萄糖形成的糖苷，存在于刺五加（Eleutherococcus senticosus）等植物中。